# Échange territorial entre la Moldavie et l'Ukraine

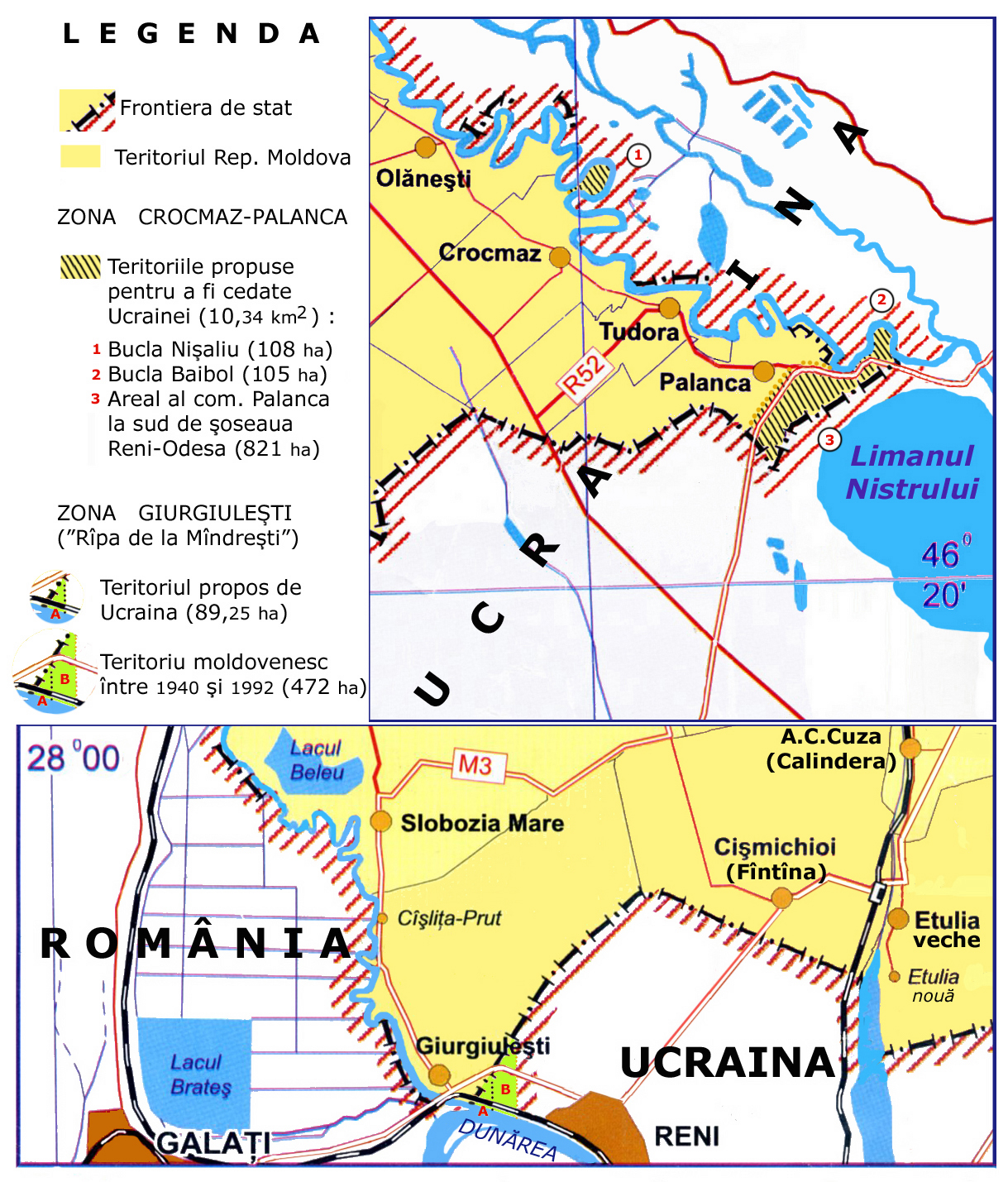
Les territoires proposés pour l'échange: au sud-est de la Moldavie en hachuré noir : l'île de Nișaliu sur le Dniestr (1), la boucle de Baibol (2) et la route Odessa-Reni à Palanca (3) ; et au sud-ouest de la Moldavie, en vert, sur le Danube : le triangle de Giurgiulești (A : proposé par l'Ukraine ; A et B : déjà moldave de jure).

En marge du Traité frontalier moldo-ukrainien du 23 octobre 1992 affirmant l'Uti possidetis (principe de l'intangibilité des frontières), un échange territorial entre la Moldavie et l'Ukraine a été proposé en 1997, globalement défini en 1999 et a fait l'objet d'un protocole additionnel en 2001, sur la base de la conservation de l'étendue territoriale de chaque pays, afin d'ajuster le tracé de la frontière entre la Moldavie et l'Ukraine, à certains équipements (port, route) qu'elle recoupait en rendant leur utilisation par chaque pays plus compliquée. Toutefois, sa concrétisation sur le terrain a été empêchée en raison de divergences concernant l'un des territoires à échanger: Rîpa de la Mîndrești.

## Détails
Le protocole additionnel au Traité moldo-ukrainien du 23 octobre 1992, protocole signé en 1999 par le député Vasile Șova, représentant de la Moldavie, et Petro Porochenko, représentant de l'Ukraine, stipule que
« La République de Moldavie transfèrera à la République d'Ukraine en pleine souveraineté, possession, usage et administration l'île fluviale de Nișaliu (107,7 ha) sur le bas-Dniestr, le secteur actuellement moldave de l'autoroute Reni-Odessa situé dans les limites de la commune moldave de Palanca à l'embouchure du Dniestr, sur une longueur de 7,77 km, une largeur de 23 m et une superficie totale de 18 ha, y compris le sous-sol correspondant, ainsi que les cantons adjacents de Piscicola, Pășunea, Abdiu et Baibol (9,26 km2), soit 10,5 km2 de territoire moldave, en échange d'un territoire correspondant adjacent à la commune moldave de Giurgiulești et à la commune ukrainienne de Reni, territoire comportant une portion de rivage danubien en aval de Giurgiulești. »
Mais l'application de ce protocole s'est trouvée bloquée par le fait qu'à Giurgiulești, le territoire ukrainien à échanger, dénommé Rîpa de la Mîndrești, avait déjà été moldave (Mîndrești était un hameau de la commune de Giurgiulești) jusqu'en 1992 lorsqu'il a été cédé à l'Ukraine de facto, sans aucun protocole bilatéral, lors de la rencontre sur place entre les premiers ministres moldave Valeriu Muravschi et ukrainien Pavlo Lazarenko, de sorte que ce territoire à échanger, d'une étendue de 89,25 ha et comportant 430 m de rivage danubien, est une partie d'un territoire déjà moldave de jure d'une étendue de 4,7 km2 et comportant 1 237 mètres de rivage danubien, étendue de toute manière inférieure aux 10,5 km2 de territoire moldave à céder à l'Ukraine.
En novembre 2012, la commission moldo-ukrainienne réunie à Kiev sous l'égide de l'ambassadeur moldave Ion Stăvilă, a donc convenu du maintien d'un statu quo  territorial assorti de droits de circulation routière à Palanca et fluviale à Giurgiulești,.